# Maansydän
Maansydän eller Maansydämenjärvi är en sjö i Finland. Den ligger i kommunen Sievi i landskapet Norra Österbotten, i den centrala delen av landet, 400 km norr om huvudstaden Helsingfors. Maansydämenjärvi ligger 137,4 meter över havet. Arean är 28,1 hektar och strandlinjen är 4,14 kilometer lång. Sjön  ingår i Kalajoki älvs huvudavrinningsområde.   I omgivningarna runt Maansydän växer i huvudsak blandskog.